# Hoa Lư
Hoa Lư – miasto w północnej części Wietnamu. Jest stolicą prowincji Ninh Bình. W 2023 roku liczyło 319 125 mieszkańców.
Znajduje się 100 km na południe od stolicy Wietnamu Hanoi. Wokół miasteczka znajdują się wioski: Tam Cốc i pływająca wioska Kênh Gà.
Do 2024 miasto nosiło nazwę Ninh Bình.

## Katedra
W mieście znajduje się katedra Nhà thờ chính tòa Phát Diệm, budowa tego kościoła trwała 24 lata od 1875 do 1898. Katedra jest jednym z najbardziej znanych kościołów w Wietnamie. Był on całkowicie zbudowany z kamienia i drewna, które są łatwo dostępne na obszarze górskim Ninh Bình. Katedra Phát Diệm to kompleks składający się z jeziora, katedry, kamiennego kościoła, Phương đình (dzwonnicy) i trzech sztucznych grot. Na środku jeziora znajduje się mała wyspa z figurą Jezusa Chrystusa. 

## Park narodowy
Znajduje się tu najstarszy park narodowy w Wietnamie, park narodowy Cúc Phương, założony w 1962. Park Cúc Phương położony jest zaledwie 120 km na południowy zachód od Hanoi, pomiędzy prowincjami Ninh Bình, Hoà Bình i Thanh Hóa. W parku znajduje się ponad 2234 roślin naczyniowych i nienaczyniowych, 122 gatunki gadów i płazów oraz 135 gatunków ssaków w tym (pantera mglista, Delacour's langur, łaszak annamicki i niedźwiedź himalajski). Istnieje również 336 udokumentowanych gatunków ptaków i tysięcy motyli.